# Polly et les Pirates

Polly et les Pirates est une série de comics écrite et dessinée par Ted Naifeh, et publiée dans sa version originale chez Oni Press en 2005. En France elle est éditée par Les Humanoïdes Associés. La mise en couleurs est d'Albertine Ralenti et la traduction française de Michel Pagel.

## Liste des tomes
1. L'héritage de Meg Malloy
2. La captive du Titania
3. Le trésor du roi
4. Le secret du tricorne
5. L'île aux chimères
6. Le retour de la reine

## Personnages
- Polly Pringle :
- Anastasia :
- Sarah :
- Mistress Lovejoy :
- Seamus :
- Claudio:
- Pamplemousse :
- L'empereur Joshua :
- Professeur Filbert R. Swoon :